# 克里斯蒂安·施塔德爾曼
克里斯蒂安·施塔德爾曼（德語：Christian Stadelmann，1959年1月11日—2019年7月26日）是德國小提琴家，柏林爱乐乐团長期的第二小提琴首席。

## 生平
施塔德爾曼出生於柏林，畢業於柏林艺术大学，師承托馬斯·布蘭迪斯。畢業後，他成為德意志青年愛樂樂團的成員。
1985年，施塔德爾曼加入柏林愛樂，擔任第二小提琴的一員。兩年後，他便成為聲部首席。此外，施塔德爾曼是柏林愛樂四重奏的共同創始人，他亦親自擔任該團第二小提琴一角。
在演奏事業之外，施塔德爾曼亦於卡拉揚學院從事教學。
2019年7月26日，施塔德爾曼因病去世，享年60。

## 外部連結
- 克里斯蒂安·施塔德爾曼的Discogs页面（英文）